# Andó-Szabó Sándor
Andó-Szabó Sándor (Békéscsaba, 1979. augusztus 17.–) magyar nemzetközi labdarúgó-játékvezető.

## Pályafutása

### Nemzeti játékvezetés
Budapesten járt gimnáziumba, így adott volt, hogy a Győri László invitálására a Budapesti Labdarúgó-szövetségnél iratkozott be a tanfolyamra és Ring János vizsgabiztos előtt sikeres vizsgát tett. Első mérkőzése 1995.  augusztusában volt, ahol partbíróként, a Vésztő–Mezőberény II. (Békés megyei harmadosztály) tevékenykedett. Az első felnőtt meccse a Gyula Magán SE–Medgyesbodzás találkozó volt. Három évvel később vezette az első megyei I. osztályú mérkőzését, a Szarvas–Doboz összecsapást, ekkor már az NB III-as asszisztensi keret tagja volt. 1999-ben mutatkozott be NB III-as játékvezetőként a Csongrád–Martfű találkozón. 2001-ben lett utánpótlás játékvezető, majd 2002 decemberében került az országos játékvezetői keretbe, ahol  tavasszal az NB II-ben a Bőcs–Nyírbátor mérkőzésen debütált. 2006-ban újabb minősítéssel került fel az NB I-es keretbe. 2013. júniusi ülésén az MLSZ elfogadta a professzionista játékvezetői foglalkoztatást. A kijelölt játékvezetőkkel 3 éves szerződést kötöttek. Magyarországon az első 12 hivatásos játékvezető tagja. 
2024. december 12-én visszavonulta az aktív labdarúgó játékvezetéstől, a későbbiekben Videóbíróként kíván tevékenykedni.
Vezetett NB. I-es mérkőzések száma: 310 
2024. nyarától VAR asszisztensként tevékenykedik.
| Időpont            | Helyszín                           | Mérkőzés típusa                 | Mérkőzés           | Eredmény | Asszisztensek                | Tartalék játékvezető | Ellenőr     |
| ------------------ | ---------------------------------- | ------------------------------- | ------------------ | -------- | ---------------------------- | -------------------- | ----------- |
| 2006. április 14.  | Oláh Gábor utcai stadion, Debrecen | első NB. I-es mérkőzés          | Debreceni VSC–REAC | 4 – 1    | Szpisják Zsolt/Tóth Péter    | Medovarszki János    | Huták Antal |
| 2024. december 14. | Hidekúti Nándor Stadion, Budapest  | utolsó NB. I-es mérkőzése (310) | MTK - Fehérvár FC  | 3 – 2    | Albert István / Buzás Balázs | Berke Balázs         |             |

#### Nemzeti kupamérkőzések
Vezetett Kupa-döntők száma: 1.

##### Szuper Kupa
| Időpont          | Helyszín                          | Mérkőzés típusa | Mérkőzés                         | Eredmény | Nézők száma | Asszisztensek             | Tartalék-játékvezető |
| ---------------- | --------------------------------- | --------------- | -------------------------------- | -------- | ----------- | ------------------------- | -------------------- |
| 2009. július 15. | Révész Géza utcai stadion, Siófok | döntő           | Debreceni VSC–Budapest Honvéd FC | 1 – 0    | 1000        | Ring György/Albert István | Iványi Zoltán        |
| 2013. július 13. | Puskás Ferenc Stadion, Budapest   | döntő           | Győri ETO FC–Debreceni VSC       | 3-0      | 2000        | Tóth Vencel/Bozó Zoltán   | Kelemen Attila       |

### Nemzeti Liga Kupa mérkőzés
| Időpont         | Helyszín              | Mérkőzés típusa | Mérkőzés                  | Eredmény | Nézők száma | Asszisztensek                 | Alapvonali bírók           | Tartalék-játékvezető |
| --------------- | --------------------- | --------------- | ------------------------- | -------- | ----------- | ----------------------------- | -------------------------- | -------------------- |
| 2014. május 13. | DVTK-stadion, Miskolc | döntő           | Diósgyőri VTK–Videoton FC | 2 : 1    | 6 000       | Tóth Vencel/Medovarszki János | Bognár Tamás/Iványi Zoltán | Buzás Balázs         |

### Nemzetközi játékvezetés
A Magyar Labdarúgó-szövetség Játékvezető Bizottsága (JB) 2008-ban terjesztette fel nemzetközi játékvezetőnek, a Nemzetközi Labdarúgó-szövetség (FIFA) bíróinak keretébe. A FIFA JB 45 éves korhatárát elérő, az aktív nemzetközi mérkőzésvezetéstől búcsúzó Bede Ferenc helyére került. Az UEFA JB félévente sorolja osztályokba a nemzetközi játékvezetőket. 2009-ben legmagasabban rangsorolt osztályban - 3. kategória - kettő magyar bíró is szerepelt, Fábián Mihály és Andó-Szabó Sándor. 2010-től FIFA JB besorolás szerint 2. kategóriás bíró. A magyar nemzetközi játékvezetők rangsorában, a világbajnokság-Európa-bajnokság sorrendjében többedmagával a 17. helyet foglalja el 2 találkozó szolgálatával.

#### Világbajnokság
A világbajnoki döntőhöz vezető úton Dél-Afrikába a XIX., a 2010-es labdarúgó-világbajnokságra, valamint Brazíliába a XX., a 2014-es labdarúgó-világbajnokságra a FIFA JB bíróként alkalmazta.

##### 2010-es labdarúgó-világbajnokság

###### Selejtező mérkőzés
| Időpont             | Helyszín                   | Mérkőzés típusa           | Mérkőzés        | Eredmény | Nézők száma |
| ------------------- | -------------------------- | ------------------------- | --------------- | -------- | ----------- |
| 2008. szeptember 6. | Stadion am Bruchweg, Mainz | előselejtező (8. csoport) | Grúzia–Írország | 1 – 2    | 4500        |

##### 2014-es labdarúgó-világbajnokság

###### Selejtező mérkőzés
| Időpont            | Helyszín                          | Mérkőzés típusa           | Mérkőzés              | Eredmény | Nézők száma |
| ------------------ | --------------------------------- | ------------------------- | --------------------- | -------- | ----------- |
| 2012. november 14. | Podgorica City Stadion, Podgorica | előselejtező (H. csoport) | Montenegró–San Marino | 3 – 0    | 7158        |

#### Touloni ifjúsági torna
| Időpont         | Helyszín                         | Mérkőzés típusa              | Mérkőzés                  | Eredmény |
| --------------- | -------------------------------- | ---------------------------- | ------------------------- | -------- |
| 2011. június 3. | l'Estérel Stadion, Saint-Raphaël | csoportmérkőzés (A. csoport) | Kolumbia–Elefántcsontpart | 4 – 1    |
| 2011. június 8. | Mayol Stadion, Toulon            | egyik elődöntő               | Franciaország–Olaszország | 1 – 0    |

#### Intertotó-kupa
A nemzetközi porondon a FIFA JB először az UEFA-kupa labdarúgó torna sorozatba bízta meg játékvezetőnek. 
| Időpont          | Helyszín                   | Mérkőzés típusa                            | Mérkőzés                   | Eredmény |
| ---------------- | -------------------------- | ------------------------------------------ | -------------------------- | -------- |
| 2008. június 28. | Városi Stadion, Radanovići | Intertoto Kupa (első nemzetközi mérkőzése) | OFK Grbalj–Celik (bosnyák) | 2 – 1    |

## Szakmai sikerek
2009-ben az MLSZ JB elnöke Vágner László az Év Játékvezetője elismerő címmel és a kapcsolódó Hertzka Pál-díjjal tüntette ki.